# IPad (2020)
De iPad die op 15 september 2020 door Apple Inc. werd aangekondigd is de achtste generatie uit de iPad-serie. Deze iPad beschikt over een schermdiagonaal van 26 cm (10,2 inch) en is de opvolger van de iPad uit 2019. De achtste generatie iPad beschikt onder andere over de Apple A12 Bionic-processor en ondersteunt de eerste generatie Apple Pencil en Apple Smart Keyboard en andere smart-connector accessoires. Deze iPad is de laagste in prijs van de huidige iPad-lijn (2020).
De achtste generatie van de iPad-lijn is op vrijwel elk gebied vergelijkbaar met de voorgaande generatie (iPad 2019), behalve de nieuwere Apple A12 Bionic-chip.